# Chrześcijańsko-Demokratyczna Partia Chile
Chrześcijańsko-Demokratyczna Partia Chile (hiszp. Partido Demócrata Cristiano de Chile (PDC) – chilijska partia polityczna, reprezentuje nurt centrowo-chrześcijański. Liderem jest Soledad Alvear. Partia została założona 28 lipca 1957. Wchodzi w skład obecnie rządzącej w Chile koalicji centrolewicowej Concertación.

## Poparcie
| Wybory | Poparcie | Zmiana punktów procentowych | Mandaty (Izba deputowanych) | Zmiana |
| ------ | -------- | --------------------------- | --------------------------- | ------ |
| 1989   | 25,99%   | -                           | 38                          | -      |
| 1993   | 27,12%   | 1,13                        | 37                          | 1      |
| 1997   | 22,98%   | 4,14                        | 39                          | 2      |
| 2001   | 18,92%   | 4,06                        | 24                          | 15     |
| 2005   | 20,78%   | 1,86                        | 20                          | 4      |
| 2009   | 14,30%   | 6,48                        | 19                          | 1      |